# Lexicul limbii maghiare
Lexicul limbii maghiare este format în proporție de 8% din cuvinte moștenite, 7% cuvinte împrumutate, 80% cuvinte formate pe teren propriu și 5% cuvinte de origine necunoscută.
Cele mai multe împrumuturi sunt de origine slavă (27%), urmate de cele de origine latină (25%), germană (17%) și turcică (16%), dar mai sunt și din limbi iraniene, din limbi romanice (italiană, franceză, română) și din limba engleză. Și calcurile sunt un mijloc important de îmbogățire a lexicului maghiar.
Mijloacele interne de îmbogățire sunt cele mai importante. Dintre acestea, cele mai productive sunt crearea spontană de cuvinte (interjecții, cuvinte onomatopeice, creații expresive), formarea spontană de cuvinte prin derivare și compunere, precum și crearea conștientă de cuvinte prin derivare și compunere. Comparativ cu limba română, compunerea spontană și crearea conștientă de cuvinte au o pondere mult mai mare.

## Cuvinte moștenite
Cuvinte moștenite se consideră a fi cele rămase în limba maghiară din straturile anterioare momentului în care se poate vorbi de limba maghiară ca limbă aparte. Tot în această categorie intră și cuvintele din alte familii de limbi (iraniene și turcice), ce au intrat în limbă înaintea acestui moment. Ponderea cuvintelor moștenite este numai de 8% în limba actuală, dar aceste cuvinte sunt foarte frecvente și au dat naștere la multe cuvinte prin derivare, compunere și alte procedee. Majoritatea cuvintelor moștenite face parte din vocabularul de bază: verbe ce desemnează funcții vitale fundamentale; substantive ce denumesc elemente din natură (animale, plante, elemente meteorologice), părți ale corpului, membri ai familiei, unelte; adjective, pronume, numerale.
- Cuvinte din perioada uralică sunt cele care se găsesc și în limbile samoiedice: él „a trăi”, én „eu”, fa „arbore”, fej „cap”, nő „femeie”, nyíl „săgeată” etc.

- Cuvinte din perioada fino-ugrică, adică de după despărțirea acestora de limbile samoiedice și până la despărțirea limbilor ugrice de cele fino-permice: ad „a da”, ég „cer”, fog „dinte, măsea”, fiú „băiat, fiu”, héj „coajă”, kés „cuțit”, száz „sută”, új „nou” etc.

- Cuvinte din perioada ugrică (dinainte de despărțirea limbii maghiare de limbile hantî și mansi): fű „iarbă”, hét „șapte”, jön „a veni”, ló „cal”, mély „adânc”, nyereg „șa” etc.

## Mijloace de îmbogățire a lexicului

### Împrumuturi lexicale
Cuvintele împrumutate reprezintă circa 7% din lexicul limbii maghiare actuale. Cele mai multe sunt de origine slavă (27%), urmate de cele de origine latină (25%), germană (17%) și turcică (16%).

#### Împrumuturi iraniene
Încă din perioada din istoria limbii maghiare numită proto-maghiară (1000 î.Hr. – 896 d.Hr.), au intrat în limbă cuvinte din limbi iraniene:
- înainte de secolul al VII-lea: ezer „(o) mie”, kard „sabie”, tej „lapte”, tíz „zece”;
- în secolul al VII-lea – cuvinte persane: vám „vamă”, vár „cetate”, vásár „târg”;
- în secolul al VIII-lea – cuvinte din limba alanilor: asszony „femeie”, híd „pod” (peste un râu).

#### Împrumuturi turcice
Mai ales începând cu secolul al V-lea, ungurii au ajuns în contact strâns cu popoare turcice care erau parțial sedentare, ocupându-se și cu agricultura. Numărul cuvintelor din limbile turcice intrate în limba maghiară înainte de așezarea ungurilor în bazinul Carpaților este de circa 300, din domenii variate, precum părțile corpului, creșterea animalelor, agricultura, locuința, meseriile, îmbrăcămintea, societatea, viața spirituală, fenomenele naturale, fauna, flora, adjective. Exemple: ács „dulgher”, alma „măr”, bársony „catifea”, bér „plată”, bika „taur”, boka „călcâi”, borz „bursuc”, gyász „doliu”, kapu „poartă”, sárga „galben”, torma „hrean”.
Împrumuturile turcice au continuat după așezarea în bazinul Carpaților, prin venirea în statul ungar a pecenegilor și a cumanilor. Cuvinte din limbile lor sunt, de exemplu, balta „baltag, topor” și kalauz „călăuză”.
În secolul al XVI-lea începe contactul cu turcii otomani, care culminează cu dominația Imperiului Otoman asupra Ungariei (secolele XVI-XVII). Astăzi mai există în limba maghiară circa 30 de cuvinte din limba turcă, dintre care bogrács „ceaun”, dívány „divan”, kávé „cafea”, kefe „perie”, pamut „bumbac”, papucs „papuc” etc.

#### Împrumuturi slave
Ungurii au ajuns în contact cu slavi încă din perioada migrației, când se găseau la nord de Marea Neagră. Atunci au intrat în limba maghiară cuvinte rusești vechi precum tanya „sălaș” și zátony „banc de nisip”.
Cele mai multe cuvinte slave au fost împrumutate în primele două secole de după așezare, de la slavii găsiți pe teritoriu și de la cei din vecinătate. Aceste cuvinte oglindesc profundele schimbări din viața materială și spirituală produse în urma sedentarizării, fiind din domeniul vieții sociale și statale, al religiei creștine, al agriculturii, al creșterii animalelor, al meseriilor, al locuinței, al alimentației, al florei, al faunei, nume de popoare, adjective. Exemple: király „rege”, kereszt „cruce”, barázda „brazdă”, liba „gâscă”, donga „doagă”, ablak „fereastră”, gomba „ciupercă”, galamb „porumbel”, görög „grec/greacă”, bolond „nebun(ă)”.
Și după primele două secole de la așezare au continuat să pătrundă cuvinte slave în limba maghiară: palota „palat” (din bulgară), csésze „ceașcă” (din cehă), galuska „gălușcă” (din poloneză), kamat „camătă” (din sârbă sau croată), lekvár „magiun” (din slovacă), zabla „zăbală” (din slovenă), harisnya „ciorap” (din ucraineană). În perioada comunistă au intrat câteva cuvinte rusești: diszpécser „dispecer” (la rândul său provenit din engleză), kulák „chiabur”, pufajka „pufoaică”.
În maghiara comună de astăzi sunt peste 500 de cuvinte de origine slavă.

#### Împrumuturi germane
Influența germană asupra limbii maghiare a început odată cu fondarea statului de către regele Ștefan I al Ungariei, în urma legăturilor dinastice cu diferite case domnitoare germane. Pătrunderea cuvintelor germane a continuat datorită așezării începând cu secolul al XII-lea a multor meseriași germani, care au fondat orașele din țară. Apogeul influenței germane a fost atins odată cu înglobarea Ungariei, Transilvaniei și Banatului în Imperiul Habsburgic, datorindu-se mai ales numeroșilor germanofoni colonizați în secolul al XVIII-lea. Influența germană ajunsese atât de mare, încât mișcarea numită de „reînnoire a limbii” de la sfârșitul secolului al XVIII-lea – prima jumătate a secolului al XIX-lea a avut printre alte obiective și eliminarea împrumuturilor germane.
Cuvintele de origine germană aparțin unor domenii foarte variate: viața de curte, milităria, meseriile, viața urbană, viața socială, îmbrăcămintea, bucătăria, agricultura, adjective. Exemple: herceg „prinț”, cél „țintă”, pék „brutar”, polgár „cetățean, burghez”, farsang „carnaval”, zokni „șosetă”, sonka „șuncă”, karfiol „conopidă”, barna „brun(ă)”.
În limba maghiară comună actuală se găsesc circa 400 de cuvinte de origine germană.

#### Împrumuturi latine
Spre deosebire de influențele prezentate până aici, cea latină nu s-a realizat prin contact popular direct, ci prin intermediul bisericii și al culturii scrise, începând cu creștinarea ungurilor în ritul catolic, iar influența latină continuă până în zilele noastre tot pe calea culturii. În prima perioadă este vorba de latina medievală în varianta practicată de misionarii germani și cei din Italia de nord.
La cuvintele latine intrate în prima perioadă se observă schimbări fonetice specifice limbii maghiare, de exemplu [s] intervocalic > [ʒ] (basalicum > bazsalikom „busuioc”, musica > muzsika), [s] în altă poziție > [ʃ] (aprilis > április, sacristia > sekrestye), [g] + [e] sau [i] > [ɟ] (angelus > angyal „înger”, gingiber > gyömbér „ghimbir”).
La împrumuturile din secolul al XVI-lea și ulterioare se simte pronunțarea așa-zis clasicizantă a latinei, inițiată de Erasmus din Rotterdam, adică în loc de [ʒ], [ʃ] și [ɟ] se aude [z], respectiv [s] și [g], de exemplu în rezeda, szeminárium, evangélium. Pe lângă unele împrumuturi anterioare apar variantele lor cu pronunțarea schimbată. Este cazul lui evangélium pe lângă evangyélium sau státusz pe lângă státus.
Cuvintele de origine latină sunt din următoarele domenii:
- terminologia bisericească catolică: mise „slujbă” religioasă, ostya „ostie” etc. (din prima perioadă a influenței latine);
- terminologia protestantă: eklézsia, konfirmál etc. (din secolul al XVI-lea);
- școală: ceruza „creion”, iskola „școală”;
- faună și floră: párduc „leopard”, akác „salcâm”;
- justiție: paktum, testamentum;
- medicină: kúra „tratament”, patika „farmacie”;
- numele lunilor: január, február etc.;
- construcții: kamra „cămară”, tégla „cărămidă”;
- științe sociale și politică: kommentár, kongresszus.

În limba comună actuală sunt peste 200 de cuvinte de origine latină, însă numărul lor este mult mai mare în terminologiile diverselor științe.

#### Împrumuturi din limbile romanice

##### Împrumuturi italiene
Cuvinte din limba italiană au început să fie împrumutate încă din epoca creștinării ungurilor, prin intermediul unor preoți din Italia de nord. Procesul a continuat în urma legăturilor comerciale, mai ales cu Veneția, inclusiv prin așezarea unor orășeni italieni în Ungaria. Influența italiană s-a accentuat în perioada dinastiei de Anjou, mai apoi sub domnia lui Matei Corvin, când în Ungaria s-a răspândit Renașterea venită din Italia. Mulți tineri maghiari studiau în universități italiene și erau constante legăturile pe plan bisericesc. În secolele XVI-XVII, contactele au continuat prin prezența oștilor italiene care luptau împotriva turcilor. În secolul al XIX-lea, mulți maghiari au fost în armata austriacă staționată în nordul Italiei, iar muncitori italieni au mers în Ungaria.
Cuvintele de origine italiană provin mai ales din dialectele nordice, ceea ce se reflectă în forma cu care au fost preluate, de exemplu tratarea lui [s] ca [ʃ] (castello > kastély „castel”), tratarea lui [z] intervocalic ca [ʒ] (riso > rizs „orez”) și căderea lui [o] și [e] finale de cuvânt: spagnuolo > spanyol „spaniol”, doge > dús „des” (adjectiv referitor, de exemplu, la păr).
Deși nu mai supraviețuiesc în limba comună decât circa 50 de cuvinte, ele aparțin unor domenii variate: viața militară (lándzsa „lance”), viața de curte și citadină (freskó „frescă”, karnevál „carnaval”), comerț (piac „piață”), plante și fructe mediteraneene (rizs „orez”, füge „smochină”), animale (szamár „măgar”), alimentație (torta „tort”).
Unele cuvinte sunt italienești la origine, dar au intrat în maghiară prin filieră germană: banda „bandă” (de răufăcători), szalámi „salam”.

##### Împrumuturi franceze
Contactele franco-maghiare au avut două perioade principale: în secolele XI-XII și secolele XVIII-XIX, dar au avut un caracter popular redus. În prima perioadă s-au realizat prin curtenii veniți odată cu dinastia de Anjou, prin ordinele călugărești din Franța răspândite și în Ungaria, precum și prin orășeni, mai ales valoni. Cuvintele care au rămas din această perioadă sunt foarte puține. Un exemplu este tárgy, preluat cu sensul de „scut”, folosit ulterior și cu înțelesul de „țintă”, astăzi având sensul de „obiect”. În a doua perioadă s-au împrumutat direct cuvinte ca bizsu „bijuterie” sau rúzs „ruj de buze”, dar mai multe au intrat prin filieră germană: blúz, butik, naiv etc.

##### Împrumuturi românești
Cuvintele românești din maghiară au intrat în această limbă ca urmare a vecinătății și a conviețuirii. Numărul lor este controversat. În orice caz, marea lor majoritate se găsește numai în dialectele limbii maghiare din România. În limba comună din Ungaria sunt numai în jur de zece: áfonya < „afină”, ficsúr (cu sensul de „tânăr spilcuit”) < „fecior”, furulya < „fluier” (instrumentul muzical), málé „(prăjitură de) mălai; nătăfleț” < „mălai”, mokány (cu sensul „înfipt, încăpățânat”) < „mocan”, pakura < „păcură”, palacsinta (cu sensul de „clătită”) < „plăcintă”, tokány < „tocană”.

#### Împrumuturi englezești
Primele cuvinte englezești intră în maghiară la începutul secolului al XIX-lea, când Anglia este luată ca model de aristocrații reformiști ai epocii. Pe la mijlocul secolului apar și articole de presă despre America de Nord, iar în secolul al XX-lea sunt aduse cuvinte de către emigranții plecați acolo și întorși acasă, dar împrumuturile din engleză se fac mai mult prin scrieri politice, științifice și tehnice. De la sfârșitul secolului al XIX-lea și până în anii 1930 se împrumută multe cuvinte din domeniul sporturilor (futball, korner, meccs „meci” etc.), dar ulterior acestea se înlocuiesc în limba standard cu cuvinte create în maghiară. Alte împrumuturi mai vechi, dar care au rămas în limbă, sunt hobbi, lift etc. Începând cu anii 1990 s-a manifestat puternic răspândirea culturii americane, inclusiv prin trecerea în limba comună a unor cuvinte din terminologia economiei și a informaticii: bróker, díler, hardver, szoftver, etc.
Categoria de cuvinte englezești ilustrată de exemplele de mai sus, intrate în limbă direct, este mai puțin importantă decât cea a cuvintelor împrumutate prin filieră germană, precum buldog, dzsem, komfort, víkend etc.

#### Cuvinte internaționale
Începând cu a doua jumătate a secolului al XVIII-lea au avut loc transformări profunde în cultura, tehnica și știința europeană, ceea ce a dus la apariția multor obiecte și noțiuni noi, prin răspândirea cărora s-au răspândit și denumirile lor în multe limbi, păstrându-și mai mult sau puțin forma și devenind astfel internaționale. Fenomenul s-a accelerat din ce în ce mai mult până în zilele noastre, prin dezvoltarea transporturilor, a telecomunicațiilor, a presei scrise, a radioului, a televiziunii și a internetului. La răspândirea lor au contribuit mai ales limbile engleză, franceză și germană. Mai multe mii de asemenea cuvinte au trecut din terminologiile de specialitate în limba comună.
În general nu se știe exact din ce limbă anume au trecut cuvintele internaționale în maghiară, ci doar în ce limbă își au originea. În ordinea descrescătoare a cantității, sunt de origine:
- greacă: automata, demokrácia, energia, klinika, telefon etc.;
- latină: akvárium, intelligens, kábel, kompót, motor etc.;
- franceză: büfé, garázs, kabin, kamion, vitrin etc.;
- engleză: csekk, detektív, diszkó, gól, lézer;
- italiană: akvarell, bravúr, karikatúra, kaszinó etc.;
- arabă: algebra, alkohol, azúr etc.;
- rusă: mamut, steppe (cu varianta sztyepp);
- spaniolă: barakk, merinó, platina;
- hindi: dzsungel, pizsama;
- persană: kaviár.

### Calcuri lexicale
O parte din calcurile lexicale sunt creații populare spontane apărute în condiții de bilingvism. Altă parte a lor sunt creații conștiente ale unor lingviști și scriitori. Multe asemenea calcuri au luat naștere în epoca „reînnoirii limbii”, cu scopul de a înlocui cât mai multe împrumuturi latinești și germane. Majoritatea calcurilor au la bază cuvinte din limbile din care provine și majoritatea împrumuturilor. Calcurile după cuvinte slave sunt cele mai vechi, cele după cuvinte latine sunt în majoritatea lor create după secolul al XVIII-lea, iar marea majoritate a calcurilor s-a făcut pe baza unor cuvinte germane.

#### Calcuri de structură morfematică
Acestea constau în traducerea totală sau parțială a unor cuvinte compuse sau derivate din limba de origine. Astfel de calcuri sunt în principal de trei feluri:
- Calcurile totale pornesc de la cuvinte străine compuse sau derivate cu prefixe, ale căror elemente sunt redate cu cuvinte deja existente în limba maghiară: virágvasárnap „duminica Floriilor” (cf. sârbă/croată Cvetna nedelja); madártej „lapte de pasăre” (cf. latină lacta gallinaceum), mássalhangzó „consoană” (cf. lat. consonans), anyanyelv „limbă maternă” (cf. germană Muttersprache), befolyás „influență” (cf. germ. Einfluß).
- Calcurile parțiale păstrează un element din limba model: agrárkérdés „chestiune agrară” (cf. germ. Agrarfrage), tonhal „ton” (peștele) (cf. germ. Thunfisch).
- Calcurile simple au ca modele cuvinte derivate cu sufixe, care dau cuvinte cu structură asemănătoare: anyag ← anya „mamă” + -g „materie”, cf. lat. materia ← mater + -ia; pincér „ospătar”, cf. germ. Kellner.

#### Calcuri semantice
Calcul semantic este un procedeu prin care unui cuvânt existent în limbă i se atribuie un sens nou sub influența unui sens al cuvântului străin corespunzător. Astfel, de exemplu, cuvântul világ, care avea sensul de „lumină”, a primit și sensul de „lume”, sub influența cuvântului slav světъ „lumină; univers”. În limba actuală, világ a ajuns să însemne numai „lume”, pentru sensul de „lumină” formându-se un derivat al său, világosság. Alte calcuri semantice: akna „1. galerie minieră; 2. mină (armă explozivă)” (al doilea sens după germ. Mine); alak (inițial cu sensul de „1. păpușă; 2. mască”, abandonat, astăzi cu sensul de „formă”, după germ. Gestalt).

### Mijloace interne de îmbogățire a lexicului

#### Crearea spontană de cuvinte
Cuvintele create spontan nu au la bază elemente moștenite sau împrumutate, ci exprimarea sentimentelor prin manifestări sonore spontane, imitarea unor zgomote sau sugerarea prin anumite complexe sonore a unor conținuturi afective suplimentare pe lângă conținuturi noționale. În limba comună sunt câteva sute de asemenea cuvinte.

##### Interjecții
Acestea sunt la origine manifestări sonore nearticulate, care exprimă bucurie, durere, mânie, mirare, decepție etc., care cu timpul s-au fixat într-o anumită formă sonoră articulată. Unele, din cauza originii lor, sunt asemănătoare în diferite limbi, fără să fie vorba de împrumuturi. Exemple de asemenea interjecții sunt á, hé, ó, pszt etc., la care între înțeles (funcție) și forma sonoră există și în prezent o legătură strânsă. La alte interjecții, această legătură nu se mai poate stabili, ca de exemplu la ejnye (folosit repetat, cu sensul „măi, măi”, spus cu reproș) sau la nosza „hai(de)”.
Din unele interjecții au fost derivate alte cuvinte, mai ales verbe: jaj „vai” → jajgat „a se văicări”, ó → óhajt „a dori”.

##### Cuvinte onomatopeice
Aceste cuvinte au ca rădăcină imitarea unor zgomote prin complexe sonore compuse din sunete ale limbii, fără ca acestea să fie totdeauna onomatopee folosite și autonom. Majoritatea lor sunt verbe derivate de la asemenea complexe sonore. La majoritatea lor, legătura este evidentă între forma sonoră și zgomotul imitat (pukkan „a pocni”, sziszeg „a sâsâi”), la altele s-a estompat această legătură: hasad „a crăpa”, tapos „a călca în picioare”. Alte verbe onomatopeice: 
- derivate de la sunete scoase de animale: bőg „a mugi”, gágog „a gâgâi”, nyávog „a mieuna” etc.;
- derivate de la manifestări sonore omenești: dadog „a se bâlbâi”, dúdol „a fredona”, súg „a șopti” etc.;
- derivate de la manifestări sonore de animale și omenești: csámcsog „a clefăi”, fütyül „a fluiera”, horkol „a sforăi”, kortyol „a bea cu înghițituri mici”;
- derivate de la alte zgomote: dörög „a tuna”, duruzsol „a dudui”, süvít „a suiera”, zörög „a zornăi”.

Substantivele onomatopeice sunt mult mai puține decât verbele. Unele s-au format prin derivare regresivă de la verbe (korty „înghițitură de lichid” ← kortyol), altele prin creare conștientă din verbe (zörej „zgomot” ← zörög). Unele nume de animale s-au format prin imitarea sunetelor scoase de ele: kakukk „cuc”, pacsirta „ciocârlie”, rigó „mierlă”.
O categorie aparte o constituie cuvintele folosite pentru chemarea, mânarea sau alungarea unor animale: cic „pis” (pentru chemarea pisicii), csi „pui” (pentru chemarea puilor), hess „hâș” (pentru alungarea păsărilor), sicc „zât” (pentru alungarea pisicii). Unele nume de animale sunt derivate de la asemenea cuvinte: cica „pisică” (în limbajul copiilor), csirke „pui de găină”, héja „uliu” (de la un cuvânt de alungare).

##### Creații expresive
Aceste cuvinte adaugă, prin complexul lor sonor, conținuturi afective la conținuturile noționale pe care le poartă. Asemenea cuvinte lărgesc foarte mult în maghiară aria nuanțelor de sens. Este mai ales cazul verbelor ce redau mișcări și stări, cu nuanțe care exprimă încetineala, nesiguranța, ridicolul etc. Exemple pentru:
- „a merge”: baktat, bandukol „a merge încet”; biceg „a șchiopăta”; kecmereg „a se târî”; totyog „a merge cu pași mici” (de exemplu, referitor la un copil mic) etc.;
- „a ședea”: csücsül „a ședea pe ceva foarte scund”, kuksol „a ședea gârbovit”, kuporog „a ședea ghemuit” etc.;
- mișcări ale gurii: motyog „a bolborosi”, tát „a căsca (gura)”, vicsorog „a scrâșni din dinți; a-și arăta colții”;
- mișcări ale ochilor: pillant „a arunca o privire”, pislog „a clipi (repetat)”;
- vibrație: bizsereg „a avea furnicături”, didereg „a tremura (de frig)”, hemzseg „a colcăi”.

Sunt și adjective creații expresive depreciative: bamba „bleg, mototol”, nyiszlett „jigărit”, pipogya „molâu”, sunyi „viclean”.
Tot creații expresive sunt cuvintele din limbajul copiilor mici și din cel folosit de adulți cu acești copii, dintre care unele au trecut în limba comună: báb „marionetă”, baba „bebeluș; păpușă”, papi „papa”, pép „terci” etc.

#### Formarea de cuvinte
Acest procedeu intern de îmbogățire a lexicului constă în combinarea unor elemente deja existente în limbă, pentru a obține cuvinte noi. Aceste elemente pot fi moștenite, împrumutate, calchiate sau create.

##### Derivarea
Acest procedeu este foarte dezvoltat în limba maghiară. În această limbă se face prin sufixe.
Pe de o parte, una și aceeași rădăcină poate primi sufixe lexicale diferite. De exemplu, de la rădăcina szem „ochi; grăunte, bob, boabă” există derivatele szemcse „granulă”, szemecske „bobiță”, szemelget „a culege boabă cu boabă”, szemereg „a ploua mărunt”, szemerkél „a ploua mărunt”, szemes „sub formă de grăunțe”, szemez „a curăța de păstăi”, szemlél „a examina cu privirea”, szemölcs „neg” etc. Pe de altă parte, un cuvânt deja derivat poate fi derivat mai departe, de exemplu szemölcs + -s → szemölcsös „cu negi”. Exemplu de derivare mai complexă: ad „a da” + -at → adat „dată” (informație) + -ol → adatol „a documenta” + -hat → adatolhat „a putea documenta” + -atlan → adatolhatatlan „imposibil de documentat” + -ság → adatolhatatlanság „imposibilitate de a documenta”.
Unele sufixe formează cuvinte aparținând altei părți de vobire decât cuvântul de bază, altele nu. Sufixele lexicale sunt foarte numeroase, dar nu toate sunt productive. Cele productive sunt următoarele:
Sufixe formatoare de substantive
| Sufix       | Parte de vorbire de bază       | Caracterul cuvântului derivat | Exemple                                                                  |
| ----------- | ------------------------------ | ----------------------------- | ------------------------------------------------------------------------ |
| -ság/-ség   | adjectiv                       | substantiv abstract           | szépség „frumusețe”                                                      |
| -ság/-ség   | substantiv                     | substantiv abstract           | barátság „prietenie”                                                     |
| -itás       | adjectiv împrumutat            | substantiv abstract           | modernitás „modernitate”                                                 |
| -ka/-ke     | substantiv                     | diminutiv                     | leányka „fetiță”, egérke „șoricel”                                       |
| -cska/-cske | substantiv                     | diminutiv                     | fiúcska „băiețaș”, könyvecske „cărticică”                                |
| -i          | substantiv prenume de persoană | diminutiv                     | Feri (← Ferenc „Francisc”), Erzsi (← Erzsébet „Elisabeta”)               |
| -s          | substantiv                     | nume de ocupație              | órás „ceasornicar”                                                       |
| -s          | substantiv                     | nume de cifră sau număr       | százas „sută”                                                            |
| -ás/-és     | verb                           | nume de eveniment complex     | a lány megoperálása „operarea fetei” (în chirurgie)                      |
| -ás/-és     | verb                           | nume de eveniment simplu      | olvasás „citire, citit”                                                  |
| -ás/-és     | verb                           | nume de rezultat              | bemélyedés „adâncitură”                                                  |
| -ó/-ő       | verb                           | nume de agent                 | a levél írója „cel/cea care scrie/a scris scrisoarea”                    |
| -ó/-ő       | verb                           | nume de ocupație              | A levél írója nem volt író „Cel care a scris scrisoarea nu era scriitor” |
| -ó/-ő       | verb                           | nume de instrument            | evező „vâslă”                                                            |

Sufixe formatoare de adjective
| Sufix                      | Parte de vorbire de bază                                   | Parte de vorbire de bază                           | Sensul cuvântului derivat                                                  | Exemple                                                                                                 |
| -------------------------- | ---------------------------------------------------------- | -------------------------------------------------- | -------------------------------------------------------------------------- | --- |
| -atlan/-etlen              | verb tranzitiv                                             | verb tranzitiv                                     | privativ                                                                   | megíratlan „nescris”, neveletlen „needucat”                                                             |
| -tlan/-tlen, -talan/-telen | substantiv                                                 | terminat cu vocală                                 | privativ                                                                   | sótlan „nesărat”, nőtlen „necăsătorit” (literal, „fără femeie”)                                         |
| -tlan/-tlen, -talan/-telen | substantiv                                                 | terminat cu consoană                               | privativ                                                                   | lombtalan „cu frunzele căzute” (literal, „fără frunziș”), víztelen „fără apă”                           |
| -i                         | substantiv                                                 | nume de ocupație                                   | adjectiv de relație                                                        | tanári „profesoral”                                                                                     |
| -i                         | substantiv                                                 | nume de funcție                                    | adjectiv de relație                                                        | elnöki „prezidențial”                                                                                   |
| -i                         | substantiv                                                 | nume de instituție                                 | adjectiv de relație                                                        | egyetemi „universitar”                                                                                  |
| -i                         | substantiv                                                 | toponim                                            | adjectiv de relație                                                        | balatoni „de la Balaton”                                                                                |
| -i                         | substantiv                                                 | abstract                                           | adjectiv de relație                                                        | pihenési „de odihnă”                                                                                    |
| -i                         | substantiv                                                 | nume de domeniu de activitate                      | adjectiv de relație                                                        | teológiai „teologic”                                                                                    |
| -i                         | substantiv                                                 | nume de perioadă de timp                           | adjectiv de relație                                                        | nyári „de vară”                                                                                         |
| -i                         | substantiv                                                 | nume de personalitate                              | adjectiv de relație                                                        | bartóki „al lui / caracteristic lui Bartók”, József Attila-i „al lui / caracteristic lui Attila József” |
| -beli                      | substantiv                                                 | nume de țară, de continent, de oraș                | adjectiv de apartenență                                                    | németországbeli „din Germania”, afrikabeli „din Africa”, varsóbeli „din Varșovia”                       |
| -beli                      | substantiv                                                 | nume de instituție                                 | adjectiv de apartenență                                                    | parlamentbeli „din parlament”                                                                           |
| -beli                      | substantiv                                                 | nume de domeniu de activitate                      | adjectiv de apartenență                                                    | építészetbeli „din arhitectură”                                                                         |
| -beli                      | substantiv                                                 | colectiv                                           | adjectiv de apartenență                                                    | csoportbeli „din grup(ă)”                                                                               |
| -s                         | substantiv                                                 | nume de obiect, instrument, animal sau plantă      | care deține sau este prevăzut cu ceea ce este denumit de cuvântul de bază  | sapkás „cu șapcă”; dobos „cu tobă”; kutyás „cu câine”, bokros „cu tufișuri”                             |
| -s                         | substantiv                                                 | nume de tip de instituție, de organizație, de grup | care aparține la sau activează în ceea ce este denumit de cuvântul de bază | főiskolás „student de școală superioară”, fideszes „membru al partidului Fidesz”                        |
| -s                         | substantiv                                                 | nume de perioade de timp                           | în relație cu perioada denumită de cuvântul de bază                        | éves „anual”                                                                                            |
| -s                         | substantiv                                                 | împrumutat terminat în -(ác)ió                     | în legătură cu noțiunea denumită de cuvântul de bază                       | privatizációs „referitor la privatizare”                                                                |
| -s                         | adjectiv                                                   | de culoare                                         | cu caracteristici care seamănă cu cele exprimate de cuvântul de bază       | kékes „albăstriu”                                                                                       |
| -s                         | adjectiv                                                   | de etnie                                           | cu caracteristici care seamănă cu cele exprimate de cuvântul de bază       | svédes „asemănător cu ceva/cineva suedez”                                                               |
| -s                         | adjectiv                                                   | derivat de la un toponim, cu sufixul -i            | cu caracteristici care seamănă cu cele exprimate de cuvântul de bază       | párizsias „asemănător cu ceva/cineva parizian”                                                          |
| -jú/-jű                    | substantiv determinat de un atribut adjectival sau numeral | terminat în vocală                                 | care deține ceva                                                           | nagy erejű „cu putere mare”                                                                             |
| -ú/-ű                      | substantiv determinat de un atribut adjectival sau numeral | terminat în consoană                               | care deține ceva                                                           | nagy orrú „cu nas mare”                                                                                 |
| -nyi                       | substantiv concret                                         | substantiv concret                                 | caracterizat printr-o anumită cantitate sau dimensiune                     | egy pohárnyi „cât încape într-un pahar”, egy méternyi „de un metru”                                     |

Sufixe formatoare de verbe
| Sufix                                         | Parte de vorbire de bază                   | Parte de vorbire de bază     | Sensul cuvântului derivat                                             | Exemple |
| --------------------------------------------- | ------------------------------------------ | ---------------------------- | --------------------------------------------------------------------- | --- |
| -z(ik)                                        | substantiv                                 | substantiv                   | a se ocupa cu ceva                                                    | programoz „a programa” (în informatică), diszkóz(ik) „a merge la discotecă” (de obicei)                       |
| -l                                            | substantiv                                 | substantiv                   | a se ocupa cu ceva                                                    | bokszol „a boxa”                                                                                              |
| -l                                            | verb străin                                | verb străin                  | a se ocupa cu ceva                                                    | printel „a imprima, a printa”                                                                                 |
| -ál                                           | verb străin                                | verb străin                  | a se ocupa cu ceva                                                    | formattál „a formata”                                                                                         |
| -kodik/-kedik/-ködik, -skodik/-skedik/-sködik | substantiv                                 | nume de ocupație, de funcție | a se comporta în acord cu ceea ce este denumit de cuvântul de bază    | kertészkedik „a face grădinărie”, diákoskodik „a fi student”, mérnökösködik „a lucra ca inginer”              |
| -kodik/-kedik/-ködik, -skodik/-skedik/-sködik | adjectiv caraterizând o însușire omenească | derivat cu sufixul -s        | a se comporta în acord cu însușirea exprimată de cuvântul de bază     | aggályoskodik „a se îngrijora”                                                                                |
| -kodik/-kedik/-ködik, -skodik/-skedik/-sködik | adjectiv caraterizând o însușire omenească | derivat cu sufix privativ    | a se comporta în acord cu însușirea exprimată de cuvântul de bază     | hűtlenkedik „a se comporta în mod infidel”                                                                    |
| -gat/-get                                     | verb de acțiune                            | durativ                      | acțiune de valoare redusă                                             | olvasgat „a citi” (din când în când și/sau superficial)                                                       |
| -gat/-get                                     | verb de acțiune                            | momentan                     | acțiune repetată                                                      | vereget „a bate”                                                                                              |
| -g                                            | rădăcină onomatopeică                      | rădăcină onomatopeică        | acțiune durativă                                                      | dörög „a tuna”                                                                                                |
| -n                                            | rădăcină onomatopeică                      | rădăcină onomatopeică        | acțiune momentană                                                     | dörren „a scoate o detunătură”                                                                                |
| -odik/-edik/-ödik                             | adjectiv                                   | adjectiv                     | a începe să devină conform cu însușirea exprimată de cuvântul de bază | magasodik „a se înălța, a deveni înalt”, sötétedik „a se întuneca”                                            |
| -ít                                           | adjectiv                                   | adjectiv                     | a face să aibă însușirea exprimată de cuvântul de bază                | magasít „a înălța”, sötétít „a întuneca”                                                                      |
| -sodik/-sedik/-södik                          | adjectiv de etnie                          | adjectiv de etnie            | a începe să devină conform cu însușirea exprimată de cuvântul de bază | németesedik „a se germaniza”                                                                                  |
| -sít                                          | adjectiv de etnie                          | adjectiv de etnie            | a face să aibă însușirea exprimată de cuvântul de bază                | németesít „a germaniza”                                                                                       |
| -izál                                         | adjectiv împrumutat                        | adjectiv împrumutat          | a face să aibă însușirea exprimată de cuvântul de bază                | modernizál „a moderniza”                                                                                      |
| -(t)at/-(t)et                                 | verb                                       | verb                         | factitiv                                                              | mosat „a pune să spele”, nézet „a pune să vadă”, dolgoztat „a face să lucreze”, feleltet „a face să răspundă” |
| -ódik/-ődik                                   | verb                                       | verb                         | mediu                                                                 | becsukódik „a se închide” (de la sine), elintéződik „a se rezolva”                                            |
| -kodik/-kedik/-ködik                          | verb                                       | verb                         | reflexiv                                                              | mosakodik „a se spăla”, fésülködik „a se pieptăna”                                                            |

Sufixe formatoare de adverbe
| Sufix     | Parte de vorbire de bază          | Parte de vorbire de bază          | Sensul cuvântului derivat             | Exemple                                                                             |
| --------- | --------------------------------- | --------------------------------- | ------------------------------------- | ----------------------------------------------------------------------------------- |
| -n        | adjectiv                          | nederivat                         | modul în care se efectuează o acțiune | vidáman „cu veselie”                                                                |
| -n        | adjectiv                          | derivat                           | modul în care se efectuează o acțiune | szabályszerűen „în mod regulamentar”                                                |
| -ul/-ül   | adjectiv                          | de etnie                          | modul în care se efectuează o acțiune | olaszul „italienește”                                                               |
| -ul/-ül   | adjectiv                          | cu sufix privativ                 | modul în care se efectuează o acțiune | elkerülhetetlenül „în mod inevitabil”                                               |
| -lag/-leg | adjectiv derivat cu -i            | adjectiv derivat cu -i            | „din punct de vedere”                 | logikailag „(din punct de vedere) logic”, művészileg „din punct de vedere artistic” |
| -kor      | substantiv exprimând un eveniment | substantiv exprimând un eveniment | momentul evenimentului                | megérkezéskor „la sosire”                                                           |

##### Compunerea
Acest procedeu este mult mai frecvent în maghiară decât în română. Deseori, în maghiară, sintagmelor formate din substantiv + atribut din română le corespund cuvinte compuse în maghiară.
Cele mai multe cuvinte compuse au un element de bază. Acesta este totdeauna pe ultimul loc și determină categoria sintactică a cuvântului și trăsăturile sale morfologice, fiind esențial și în determinarea sensului cuvântului compus.
Din punctul de vedere al părților de vorbire din care pot fi formate cuvintele compuse, există următoarele combinații productive:
- substantiv + substantiv: bankautomata „bancomat”, pénzmosás „spălare de bani”;
- adjectiv + substantiv: kismama (← kis „mic, -ă” + mama „mămică”) „femeie însărcinată”, melegház (← meleg „cald, -ă” + ház „casă”) „seră”;
- substantiv + adjectiv: oszlopmagas „înalt, -ă ca un stâlp”, tündérszép „frumoasă ca o zână”;
- adjectiv + adjectiv: sötétkék (← sötét „întunecat, -ă” + kék „albastru, -ă”) „albastru închis”, világoslila (← világos „luminos, -oasă” + lila „violet”) „violet deschis”.

O categorie aparte sunt compozițiile dintr-un element care, deși are sens lexical, nu poate fi cuvânt de sine stătător, și un cuvânt propriu-zis. Cele mai multe elemente neautonome sunt elemente prime: alhadnagy „sublocotenent”, álnév „pseudonim”, belkereskedelem „comerț interior”, külkereskedelem „comerț exterior”, előszó „cuvânt înainte”, főkönyvelő „contabil șef”, gyógymód „procedeu terapeutic”, közvélemény „opinie publică”, mellékhatás „efect secundar”, önkritika „autocritică”, összlétszám „efectiv total”, távirányítás „telecomandă”, utószezon „post-sezon”. Alte elemente neautonome sunt ultime: bogárféle „specie de insectă”, tojásféle „un fel de ou”.
După natura raporturilor dintre elementele componente, se pot stabili mai multe categorii de cuvinte compuse:
- Compoziții organice sunt acelea între elementele cărora există un raport sintactic. Din acest punct de vedere există:

- compoziții subordonatoare:

– cu subiect, dintre care productive sunt cele de tipul porlepte (← por „praf” + lepte „acoperit”) „acoperit de praf”;
– cu obiect: egyetért (← egyet „unul” + ért „a înțelege”) „a fi de acord”, favágó (← fa „lemn, copac” + vágó „tăietor”) „tăietor de lemne”, fejcsóválva (fej „cap” + csóválva „mișcând de la stânga la dreapta”) „dând din cap (a dezaprobare)”, kerékgyártó (← kerék „roată” + gyártó „producător”) „rotar”;
– cu complement: gyorsúszó (← gyors „rapid” + úszó „înotător”) „înotător rapid”, kézenfogva (← kézen „de mână” + fogva „ținând”) „ținându-se de mână”, napraforgó (← napra „spre soare” + forgó „care se învârte”) „floarea-soarelui”, rostonsült (← roston „pe grătar” + sült „fript”) „friptură la grătar”, ujjáépítés (← ujjá „ca să fie nou” + építés „construire”) „reconstruire”, zsírmentes (← zsír „grăsime” + mentes „lipsit de”) „fără grăsime”;
– cu atribut: ásványvíz (← ásvány „substanță minerală” + víz „apă”) „apă minerală”, sárgabarack (← sárga „galben” + barack numele comun al caisei și al piersicii) „caisă”, teáscsésze (← teás „pentru ceai” + csésze „ceașcă”) „ceașcă pentru ceai”, öttusa (← öt „cinci” + tusa „luptă”) „pentatlon”, százlábú (← száz „o sută” + lábú „cu picioare”) „miriapod”, háztető (← ház „casă” + tető „acoperiș”) „acoperiș de casă”, tojásfehérje (← tojás „ou” + fehérje „albul său”) „albuș de ou”;
– cu raport sintactic neprecizabil: gázfűtés (← gáz „gaz” + fűtés „încălzire”) „încălzire cu gaz”, lépcsőház (← lépcső „scară” + ház „casă”) „casa scării”, útlevél (← út „drum” + levél „scrisoare”) „pașaport”. Printre acestea sunt multe calcuri după cuvinte compuse germane, de exemplu lámpaláz (← lámpa „lampă” + láz „febră”) „trac, emoții”.
- compoziții coordonatoare:

– propriu-zise, care sunt complet sudate, adăugându-li-se sufixe numai la membrul al doilea: adásvétel „vânzare-cumpărare”, rabszolga (← rab „rob” + szolga „slugă”) „sclav”, testvér (← test „corp” + vér „sânge”) „frate / soră”;
– prin dublarea unui cuvânt: egy-egy „câte un/o”, egyszer-egyszer „uneori”, ki-ki „fiecare în parte” (cuvânt cu cuvânt, „cine-cine”), már-már „aproape (că)” (cuvânt cu cuvânt, „deja-deja”);
– prin repetarea rădăcinii unui cuvânt: körös-körül „de jur împrejur”, régestelen-régen „foarte demult”;
– prin repetarea deformată a unui cuvânt: izeg-mozog „a se foi” (primul termen este deformarea celui de-al doilea, care înseamnă „a se mișca”), gizgaz „buruieni” (primul termen este deformarea celui de-al doilea, cu același sens ca și cuvântul compus, dar mai puțin expresiv), mendemonda „zvon” (primul termen este deformarea celui de-al doilea, care are sensul „legendă”);
– prin alăturarea a două cuvinte între care există o asemănare morfologică, adică au același sufix, de multe ori între ele fiind și o relație antonimică: égen-földön „în cer și pe pământ”, éjjel-nappal „zi și noapte”, hegyes-völgyes „cu dealuri și văi”, jól-rosszul „parțial bine, parțial rău”, süt-főz (süt „a coace” + főz „a fierbe”) „a găti, a lucra în bucătărie”.
- Compoziții neorganice sunt cele formate din cuvinte sudate între ele fără raport sintactic păstrat în cadrul cuvântului compus. Pot fi:

- formate din cuvinte de la începutul unor texte frecvente în vorbire, de exemplu rugăciuni: hiszekegy (← hiszek „cred” + egy „un”) „crezul”, miatyánk „tatăl nostru”, ábécé „alfabet”, egyszeregy (← egyszer „o dată” + egy „unu”) „tabla înmulțirii”;
- pronume și conjuncții formate din elemente frecvent folosite alăturat în epocile trecute ale istoriei limbii și care s-au sudat: bárki „oricine”, valaki „cineva”, hanem (← ha „dacă” + nem „nu”) „ci”, holott (← hol „unde” + ott „acolo”) „când colo”, mégis (← még „încă” + is „și, de asemenea”) „totuși”;
- formate din cuvintele unei sintagme sau ale unei propoziții: fogdmeg (← Fogd meg! „Prinde-l!”) „zbir”, keljfeljancsi (← Kelj fel, Jancsi! „Scoală-te, Jancsi!”) „hopa-mitică”, mitugrász (← Mit ugrálsz? „Ce tot sari?”) „agitat”, nebáncsvirág (Ne bánts! „Nu-mi face rău! + virág „floare”) „persoană prea sensibilă”, nefelejcs (← Ne felejts! „Nu uita!”) „nu-mă-uita”;

- Compoziții situate între cele organice și cele neorganice sunt compozițiile în care se poate constata un raport de subordonare, dar s-au format din cauza succesiunii dintre o parte de vorbire nominală și o postpoziție: délelőtt „înainte de masă”, délután „după-amiază”, holnapután (← holnap „mâine” + után „după”) „poimâine”, tegnapelőtt (← tegnap „ieri” + előtt „înainte”) „alaltăieri”.

Nu toate cuvintele compuse au termenii la fel de sudați. În cazul celor bine sudate, sufixele gramaticale și lexicale se adaugă numai la ultimul termen. Astfel sunt compozițiile organice subordonatoare [jóindulat „bunăvoință”, jóindulatú „binevoitor(oare)”, jóindulatúak „binevoitori(oare)”, jóindulatúbb „mai binevoitor(oare)”]; compozițiile organice coordonatoare propriu-zise (rabszolga „sclav”, rabszolgák „sclavi”, a rabszolgáknak „sclavilor”), compozițiile neorganice substantive (fogdmeg „zbir”, fogdmegek „zbiri”); compozițiile intermediare substantive: délután „după-amiază”, délutánok „după-amiezi”. În cazul celor mai puțin sudate, ambii termeni primesc același sufix. Astfel sunt compozițiile organice coordonatoare formate din verbe: jön-megy „umblă de colo-colo” (persoana a III-a singular), jönnek-mennek (persoana a III-a plural).
Sunt și cuvinte compuse dintr-un cuvânt deja compus + un cuvânt simplu. Exemplu: sárgadinnye „pepene galben” (← sárga + dinnye „pepene”) + termesztés „cultivare” → sárgadinnye-termesztés „cultivarea pepenelui galben”. Există și cuvinte compuse din două cuvinte la rândul lor compuse, de exemplu rendőrzenekar „orchestra poliției”, din rendőr (← rend „ordine” + őr „paznic”) „polițist” + zenekar „orchestră” (← zene „muzică” + kar „cor”).

##### Alte mijloace de creare spontană a cuvintelor
- Unele cuvinte au luat naștere din forme sufixate ale altor cuvinte: fehérje (← fehér „alb, -ă” + sufixul posesiv -je) „albuș; proteină”, hátul (← hát „spate” + -ul) „în spate”, jobb (← jó „bun, -ă” + sufixul de grad comparativ -bb) „drept, dreaptă” (opusul lui „stâng, -ă”), soká (← sok „mult” + -á) „mult timp”. Acest procedeu nu este productiv.

- Prin derivare regresivă (suprimarea unui sufix) au luat naștere:

– substantive din verbe: kapa „sapă” ← kapál, parancs „poruncă” ← parancsol, vád „acuzație” ← vádol, fütty „fluierătură” ← füttyent, pír „roșeața feței” ← pirul;
– verbe din substantive compuse: gyorsír „a stenografia” ← gyorsírás „stenografie”, képvisel „a reprezenta” ← képviselő. Procedeul este productiv și astăzi: hőszigetelés „izolare termică” > hőszigetel.
- Unele cuvinte au luat naștere prin eliminarea dintr-un cuvânt compus a elementului de bază sau, dintr-o sintagmă, a termenului regent: feketekávé (literal, „cafea neagră”) → fekete „cafea”, kölnivíz „apă de colonie” > kölni, napkelet „răsăritul soarelui” > kelet „răsărit, est”.

- Alt procedeu este diferențierea semantică a variantelor fonetice ale unui cuvânt. De exemplu, cuvântul szarv ~ szaru însemna „1. materia unghiilor, penelor, solzilor etc.; 2. formațiune din asemenea materie pe capul unor mamifere”. Astăzi sensul celor două variante este diferit: szarv s-a specializat în sensul 2., iar szaru în sensul 1. Alte asemenea formațiuni: bozótos „cu tufărișuri” ~ bozontos „vâlvoi” (despre păr); csekély „puțin, -ă, neimportant, -ă” ~ sekély „puțin adânc, -ă” (despre apă); gomb „nasture” ~ gömb „glob, sferă”; lobog „a flutura” ~ lebeg „a pluti” (în aer); nevel „a educa” ~ növel „a face să crească”.

##### Crearea conștientă de cuvinte

###### Cuvinte create prin derivare sau compunere
Cuvintele create astfel au la bază cuvinte existente în limbă, dar n-au apărut spontan, ci au fost propuse de cărturari, mai ales scriitori și lingviști. Creatorii multor astfel de cuvinte sunt cunoscuți. Acest mijloc de îmbogățire internă a lexicului se aplică în cursul traducerii unor texte străine sau cu intenția de a crea termeni de specialitate. Această tendință a fost manifestă mai ales la sfârșitul secolului al XVIII-lea și la începutul secolului al XIX-lea, în prima perioadă a mișcării numite de „înnoire a limbii”. Atunci au fost create circa 8.500 de cuvinte, dintre care cele mai multe au dispărut. Exemple de cuvinte create de scriitorul Ferenc Kazinczy, care sunt curente și astăzi: alkalom „ocazie”, édeskés „dulceag(ă)”, egyesület „asociație”, évszak „anotimp”, felvonás „act (de piesă de teatru)”, füzet „caiet”, hálás „recunoscător”, kedvenc „favorit(ă)”, keringő „vals”, könnyelmű „ușuratic(ă)”.
Pe la mijlocul secolului al XX-lea a început o tendință de înlocuire a termenilor străini din domeniul sporturilor cu cuvinte maghiare. Astfel au apărut cuvintele jégkorong (← jég „ghiață” + korong „disc”) „hochei pe gheață”, röplabda (← röp rădăcina verbului röpül „a zbura” + labda „minge”) „volei”, labdarúgás (literal, „lovirea mingii cu piciorul”) „fotbal”, vízilabda (literal, „minge de apă”) „polo pe apă” etc. Tendința de a evita cuvintele străine și de a crea echivalentele lor maghiare continuă și în zilele noastre: csontritkulás (literal, „rărirea oaselor”) „osteoporoză”, magánosítás (derivat de la magán „privat, -ă”) „privatizare”, merevlemez (literal, „placă rigidă”) „disc dur”, számítógép (literal, „mașină calculatoare”) „calculator” etc. Sunt și perechi împrumut – cuvânt creat, de exemplu privatizáció – magánosítás.

###### Sigle și acronime
În funcție de literele care le compun, unele sigle se pronunță ca și cuvintele obișnuite: MÁV ← Magyar Államvasutak „Căile Ferate Maghiare de Stat”, ELTE ← Eötvös Loránd Tudományegyetem „Universitatea de Științe Loránd Eötvös”. La altele se pronunță numele literelor: OTP [o:te:pe:] ← Országos Takarékpénztár „Casa Națională de Economii”, PPKE [pe:pe:ka:ɛ] < Pázmány Péter Katolikus Egyetem „Universitatea Catolică Péter Pázmány”. Există și sigle împrumutate, de exemplu NATO.
În ceea ce privește acronimele, acestea pot fi formate de la nume proprii, dar și de la substantive comune. Din prima categorie fac parte Malév ← Magyar Légiforgalmi Vállalat „Întreprinderea Ungară de Trafic Aerian” și Mol ← Magyar Olaj- és Gázipari Rt. „Societatea pe Acțiuni Ungară de Idustria Petrolului și Gazelor”. De la sintagme din substantive comune s-au format gyed ← gyermekgondozási díj „alocație de îngrijire a copilului”, tébécé „TBC”, tévé „televiziune, televizor”.
Nu numai acronimele, ci și siglele se comportă ca și cuvintele obișnuite, adică pot primi sufixe gramaticale și lexicale: A MÁV-nál dolgozik „Lucrează la MÁV”, A Malévval utazom „Călătoresc cu Malév”, Nézi a tévét „Se uită la televizor”.

## Cuvinte maghiare în alte limbi
Lexicul limbii maghiare conține multe cuvinte împrumutate, dar a fost, în proporție mult mai mică, și sursă de împrumuturi pentru alte limbi. Sunt în cauză în primul rând limbile învecinate, printre care și româna. 1,43% din cuvintele limbii române ar fi de origine maghiară. În majoritate este vorba de cuvinte din graiurile transilvănene, dar s-au încetățenit destule cuvinte și în limba standard, printre care: „belșug” < bőség, „a cheltui” < költeni, „chip” < kép, „a făgădui” < fogadni, „gazdă” < gazda, „hotar” < határ, „meșteșug” < mesterség, „oraș” < város, „uriaș” < óriás, „vamǎ” < vám. Câteva cuvinte au ajuns și în limbi mai îndepărtate, dar nu în toate direct. Un exemplu este paprika „boia de ardei”, folosit în germană, franceză, engleză etc., cu aceeași grafie ca în maghiară. Alt exemplu este kocsi „trăsură” (la origine adjectiv derivat de la numele de localitate Kocs, unde s-a inițiat producerea tipului de vehicul denumit de cuvânt), care s-a adaptat sub diferite forme, primind în unele limbi o nuanță de sens diferită de cel al cuvântului maghiar:
- catalană: cotxe „trăsură; autoturism, autocar”;
- cehă: kočár „caleașcă, trăsură”;
- engleză: coach „caleașcă, diligență, vagon de persoane, autocar”;
- franceză: coche „diligență”;
- germană: Kutsche „caleașcă, diligență, trăsură”;
- macedoneană: кочија „trăsură, caleașcă”;
- olandeză: koets „caleașcă, diligență, dric, vagon de persoane”;
- poloneză: kocz „diligență, trăsură”;
- portugheză: coche „caleașcă”;
- română: „cocie” – cuvânt regional în Banat și Transilvania, cu sensul „trăsură; căruță”;
- aromână: cucii/cucie „caleașcă, trăsură”[30];
- sârbă/croată: kočija „căruță, trăsură, caleașcă”;
- slovenă: kočija „caleașcă, diligență, trăsură”;
- spaniolă: coche „caleașcă, diligență, trăsură, cărucior pentru copii, autoturism, vagon de dormit, autocar”.